# Chauliodus barbatus
Chauliodus barbatus – gatunek ryby głębinowej z rodziny wężorowatych (Stomiidae) i rzędu wężorokształtnych. Występuje na głębokości 2071–2198 m w południowo-wschodnim Pacyfiku wzdłuż wybrzeży Chile. Osiąga długość do 19,8 cm.